# バージニアテック・ホーキーズ

バージニアテック・カラーのACCのロゴ

バージニアテック・ホーキーズ（英: Virginia Tech Hokies）は、アメリカ合衆国のバージニア工科大学のスポーツ競技チーム。NCAAディビジョンI所属。

## 競技チーム
| 男子スポーツ     | 女子スポーツ     |
| ---------------- | ---------------- |
| 野球             | バスケットボール |
| バスケットボール | クロスカントリー |
| クロスカントリー | ゴルフ           |
| フットボール     | ラクロス         |
| ゴルフ           | サッカー         |
| サッカー         | ソフトボール     |
| 水泳・飛込       | 水泳・飛込       |
| テニス           | テニス           |
| 陸上             | 陸上             |
| レスリング       | バレーボール     |
|                  |                  |